# Castianeira alteranda
Castianeira alteranda är en spindelart som beskrevs av Willis J. Gertsch 1942. Castianeira alteranda ingår i släktet Castianeira och familjen flinkspindlar. Inga underarter finns listade.